# گال لیک جنوبی (میشیگان)
گال لیک جنوبی (به انگلیسی: South Gull Lake) یک منطقهٔ مسکونی در ایالات متحده آمریکا است که در شهرستان کالامازو، میشیگان واقع شده‌است. گال لیک جنوبی ۸٫۱ کیلومتر مربع مساحت و ۱٬۵۲۶ نفر جمعیت دارد و ۲۶۸ متر بالاتر از سطح دریا واقع شده‌است.